# Himno de la República Socialista Soviética de Lituania
El Himno nacional de la República Socialista Soviética de Lituania (lituano: Lietuvos Tarybų Socialistinės Respublikos himnas) fue el himno de la RSS de Lituania, una de las repúblicas constituyentes de la Unión Soviética.

## Historia
El himno fue adoptado en 1950 por decisión del gobierno lituano. La música fue compuesta por Balys Dvarionas y Jonas Švedas. La letra fue compuesta por Antanas Venclova. A la muerte de Iósif Stalin, Vacys Reimeris cambió la segunda estrofa del himno para quitar la mención al exlíder soviético.
El 18 de noviembre de 1988, la nación báltica readoptó Tautiška Giesmė, himno que tenía antes de que la Unión Soviética absorbiera al país en 1940, y que fue adoptado oficialmente en 1919.

## Letra

### Versión post-estalinista
| Lituano (oficial) | Lituano en cirílico (obsoleto) | Traducción al español |
| Tarybinę Lietuvą liaudis sukūrė, Už laisvę ir tiesą kovojus ilgai. Kur Vilnius, kur Nemunas, Baltijos jūra, Ten klesti mūs miestai, derlingi laukai. Priedainis: Tarybų Sąjungoj šlovingoj, Tarp lygių lygi ir laisva, Gyvuok per amžius, būk laiminga, Brangi Tarybų Lietuva! Į laisvę mums Leninas nušvietė kelią, Padėjo kovoj didi rusų tauta. Mus Stalinas/Partija veda į laimę ir galią, Tautų mūs draugystė kaip plienas tvirta. Priedainis Tėvynė galinga, nebijom pavojų, Tebūna padangė taiki ir tyra. Mes darbu sukursim didingą rytojų, Ir žemę nušvies komunizmo aušra. Priedainis | Тарі̨біне̇ Љетува̨ љаудіс сукӯре̇, Уж лајсве̨ ір тјеса̨ ковојус ілгај. Кур Вілњус, кур Немунас, Балтіјос јӯрас, Тен клесті мӯс мјестај, дерлінгі лаукај. Прједајніс: Тарі̨бу̨ Са̨јунгој шловінгој, Тарп лі̨гју̨ лі̨гі ір лајсва, Гі̨ву̊к пер амз́ус, бӯк лајмінга, Брангі Тарі̨бу̨ Љетува. І̨ лајсве̨ мумс Ленінас нушвјете̇ кеља̨, Паде̇јо ковој діді русу̨ таута. Мус Сталінас/Партіја веда і̨ лајме ір гаља̨, Тауту̨ мӯс драугі̨сте̇ кајп пљенас твірта. Прједајніс Те̇ві̨не̇ галінга, небіјом павоју̨, Тебӯна паданге̇ тајкі ір ті̨ра. Мес дарбу сукурсім дідінга̨ рі̨тоју̨, Ір жеме̨ нушвјес комунізмо аушра. Прједајніс | La Lituania Soviética fue creada por el pueblo, Quien luchó valientemente por la libertad y la verdad. Donde Vilnius, donde Nemunas, donde el Mar Báltico, Que nuestras ciudades y campos fértiles prosperen. Coro: En la gloriosa Unión Soviética, Entre iguales y libres, Vive para siempre y sé feliz ¡Querida Lituania soviética! Lenin nos iluminó el camino a la libertad, El gran pueblo ruso ayudó en la lucha. Stalin/El partido nos lleva a la felicidad y al poder, La amistad de nuestras naciones es tan firme como el acero. Coro Nuestra patria es poderosa, no tememos ningún peligro, Que los cielos sean pacíficos y puros. Con nuestro trabajo, crearemos un gran mañana, Y el amanecer del comunismo iluminará la Tierra. Coro |